# Serra Leoa nos Jogos Olímpicos
Serra Leoa tem mandado atletas para todos os Jogos Olímpicos de Verão realizados desde 1968 com exceção de 1972 e 1976, embora o país nunca tenha ganhado uma medalha olímpica. Nenhum atleta de Serra Leoa competiu nos Jogos Olímpicos de Inverno.